# 錫達赫斯特 (紐約州)
錫達赫斯特（英語：Cedarhurst）是位於美國紐約州拿騷縣的村。

## 人口
根據2020年美國人口普查的數據，錫達赫斯特的面積為1.75平方千米，皆為陸地。當地共有人口7374人，而人口密度為每平方千米4,214人。